# Macrocnemum
Macrocnemum là một chi thực vật có hoa trong họ Thiến thảo (Rubiaceae).

## Loài
Chi Macrocnemum gồm các loài: